# Capsule interne
La capsule interne est une épaisse lame de matière blanche du cerveau située entre le thalamus et le noyau caudé d'une part, et le noyau lenticulaire d'autre part. Les axones du faisceau pyramidal passent dans la partie postérieure de la capsule interne.

Capsule interne

On distingue plusieurs parties : 

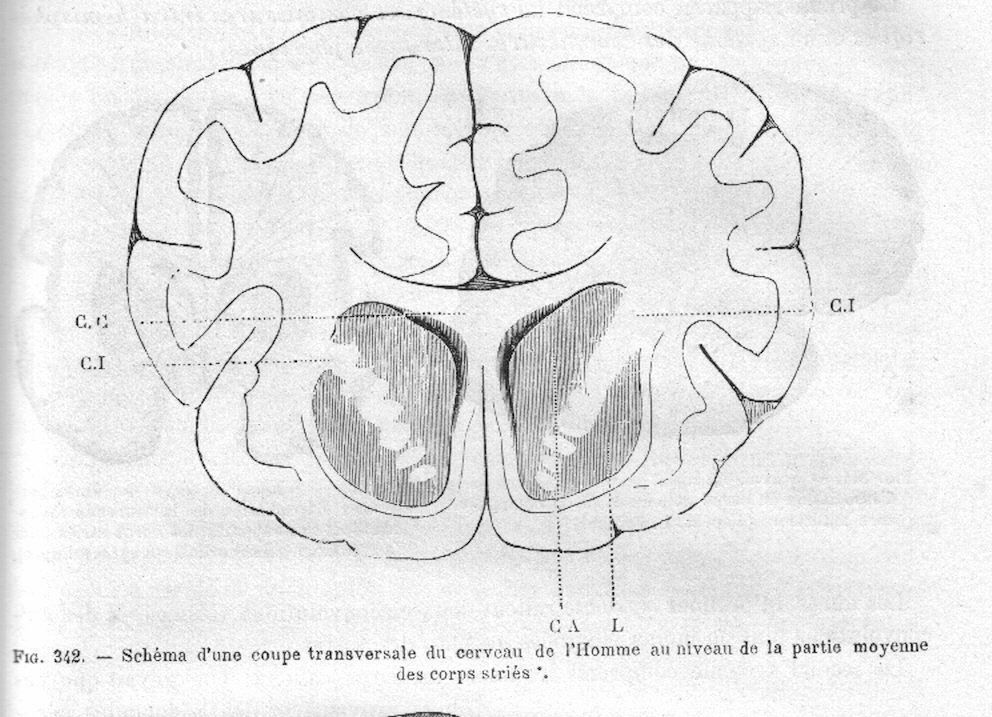
(CC) corps calleux, (CA) noyau caudé ou intraventriculaire du corps strié, caudate nucleus, (L) noyau lenticulaire ou extraventriculaire du corps strié, dont le putamen (CI) capsule interne.(Chauveau Auguste, Arloing Saturnin, Traité d'anatomie comparée des animaux domestiques,
1 064 p., page 795, 1890, Paris, Lib. J.B. Baillière et Fils)

- le bras antérieur, qui sépare le noyau caudé du noyau lenticulaire[1] ;
- le bras postérieur, entre thalamus et noyau lenticulaire[2] ;
- le genou, qui relie les deux bras[3].